# Egon Sundberg
Egon Sundberg (Ockelbo, 27 februari 1911 – Sandviken, 4 september 2015) was een Zweeds voetballer.

## Voetbalcarrière
Sundberg speelde gedurende zijn hele carrière bij Sandvikens IF, waar hij in 1934 debuteerde. Hij beeïndigde zijn carrière in 1941. Sundberg speelde 113 wedstrijden voor de club en scoorde 23 keer. Hij was de oudst levende persoon die ooit in de Allsvenskan heeft gespeeld.
Hij overleed in september 2015 op 104-jarige leeftijd.